# TNFRSF19
TNFRSF19 (англ. TNF receptor superfamily member 19) – білок, який кодується однойменним геном, розташованим у людей на короткому плечі 13-ї хромосоми. Довжина поліпептидного ланцюга білка становить 423 амінокислот, а молекулярна маса — 46 015.
| 10         |  | 20         |  | 30         |  | 40         |  | 50         |
| ---------- |  | ---------- |  | ---------- |  | ---------- |  | ---------- |
| MALKVLLEQE |  | KTFFTLLVLL |  | GYLSCKVTCE |  | SGDCRQQEFR |  | DRSGNCVPCN |
| QCGPGMELSK |  | ECGFGYGEDA |  | QCVTCRLHRF |  | KEDWGFQKCK |  | PCLDCAVVNR |
| FQKANCSATS |  | DAICGDCLPG |  | FYRKTKLVGF |  | QDMECVPCGD |  | PPPPYEPHCA |
| SKVNLVKIAS |  | TASSPRDTAL |  | AAVICSALAT |  | VLLALLILCV |  | IYCKRQFMEK |
| KPSWSLRSQD |  | IQYNGSELSC |  | FDRPQLHEYA |  | HRACCQCRRD |  | SVQTCGPVRL |
| LPSMCCEEAC |  | SPNPATLGCG |  | VHSAASLQAR |  | NAGPAGEMVP |  | TFFGSLTQSI |
| CGEFSDAWPL |  | MQNPMGGDNI |  | SFCDSYPELT |  | GEDIHSLNPE |  | LESSTSLDSN |
| SSQDLVGGAV |  | PVQSHSENFT |  | AATDLSRYNN |  | TLVESASTQD |  | ALTMRSQLDQ |
| ESGAVIHPAT |  | QTSLQVRQRL |  | GSL        |  |            |  |            |

A: Аланін

C: Цистеїн

D: Аспарагінова кислота

E: Глутамінова кислота

F: Фенілаланін

G: Гліцин

H: Гістидин

I: Ізолейцин

K: Лізин

L: Лейцин

M: Метіонін

N: Аспарагін

P: Пролін

Q: Глутамін

R: Аргінін

S: Серин

T: Треонін

V: Валін

W: Триптофан

Кодований геном білок за функцією належить до рецепторів. 
Задіяний у таких біологічних процесах, як апоптоз, альтернативний сплайсинг. 
Локалізований у мембрані.